# 朱拱栟
瑞昌王朱拱栟（1489年2月6日—1520年），號春臺，明朝寧藩第三代瑞昌王，瑞昌榮安王朱覲鐊之孫，瑞昌悼順王（追封）朱宸㵾的嫡長子。

## 生平
弘治二年正月初六日（1489年2月6日）生。弘治三年（1490年）二月，瑞昌悼順王朱宸㵾尚未等到皇帝遣使冊封即去世。弘治十二年五月初七日（1499年6月15日），朱拱栟襲封瑞昌王。
正德十四年六月十四日（1519年7月10日），寧王朱宸濠起兵叛亂，朱拱栟與宜春王朱拱樤、朱覲鋌（樂安昭定王朱奠壘之子）、朱宸渢（樂安溫隱王朱覲鑉之子）、朱宸瀾（樂安溫隱王朱覲鑉之子）、朱宸㵬（樂安昭定王朱奠壘之子鎮國將軍朱覲鍊之子）、朱覲𨯤（宜春宣和王朱奠坫之子）、朱宸洧（宜春懷簡王朱覲鐏之子）、朱拱槭（宜春康僖王朱宸澮之子）、朱宸㵯（宜春懷簡王朱覲鐏之子）、朱宸汲（朱覲𨯤之子）、朱宸湯（宜春宣和王朱奠坫之子鎮國將軍朱覲錀之子）、朱宸澅（石城端隱王朱覲鏑之子）、朱宸滻（石城端隱王朱覲鏑之子）等十四名宗室相率聽命，參與叛亂。七月，朱拱栟等人隨從朱宸濠離開南昌府出征。不久宁王之乱被平定，朱拱栟等被江西守臣活捉，解送京城。正德十五年（1520年）十二月，朱拱栟等四名參與叛亂的已死宗室的屍體被焚棄，其餘十名宗室被勒令自盡並焚棄其屍。史料没有明确记载朱拱栟的死因，《弇山堂别集》作卒年三十二岁，则其死于1520年。
瑞昌王的封爵被廢除後，瑞昌王府宗室先由樂安王府管理。嘉靖三十八年（1559年），以瑞昌恭僖王朱奠墠與弋陽榮莊王朱奠壏同母，瑞昌王府宗室改由弋陽王府管理。萬曆十二年（1584年），因瑞昌王府諸宗意向不同，紛紛奏擾，明神宗准許瑞昌王府宗室於本府內公推一人自行管理府事。朱多煡遂被公推管理瑞昌王府事。

## 家庭

### 妻
- 高氏（1491年－）[1]，南城兵馬副指揮高綸長女，正德三年（1508年）三月冊為瑞昌王妃[10]。

### 子孫
- 長子：朱多燦（1510年－1571年）
  - 孫：朱謀大（1531年－1588年）
  - 孫：朱謀革（1533年－1593年）
  - 孫：朱謀丙（1538年－1597年）[11]
- 次子：朱多焌（1515年－）[12]